# هانس دريش
هانس أدولف إدوارد دريش (28 أكتوبر 1867-17 أبريل 1941) عالم أحياء وفيلسوف ألماني من باد كرويتسناخ. اشتهر بعمله التجريبي المبكر في علم الأجنة وفلسفته الحيوية الجديدة في الاستنجاز. كان له الفضل أيضًا في إجراء أول «استنساخ» اصطناعي لحيوان في ثمانينيات القرن التاسع عشر، على الرغم من أن هذا الادعاء يعتمد على كيفية تعريف الاستنساخ.

## السنوات الأولى
تلقى دريش تعليمه في مدرسة يوهانيوم للعلماء. بدأ دراسة الطب في عام 1886 تحت إشراف أوغست وايزمان في جامعة فرايبورغ. في عام 1887 التحق بجامعة جينا تحت إشراف إرنست هيكل وأوسكار هيرتويغ وكريستيان إرنست ستال. درس في عام 1888 الفيزياء والكيمياء في جامعة ميونيخ. حصل على الدكتوراه عام 1889. سافر كثيرًا في رحلات ميدانية ودراسية وجولات لإلقاء المحاضرات، وزار بليموث والهند وزيورخ ولايبزيغ حيث نشر في عام 1894 نظريته التحليلية أو النظرية التحليلية للتطور العضوي. شملت اهتماماته الرياضيات والفلسفة والفيزياء وكذلك علم الأحياء. تزوج من مارغريت ريلفرشنيدت، وأنجب الزوجان طفلين.

## تجاربه في علم الأجنة
عمل دريش منذ عام 1891 في نابولي في المحطة البيولوجية البحرية، حيث استمر حتى عام 1901 في التجربة والبحث عن صياغة نظرية لنتائجه. استفسر عن الفلسفة الكلاسيكية والحديثة في بحثه عن موجز نظري ملائم وانتهى بتبني نظرية أرسطو الغائية عن الاستنجاز.
متأثرًا بمعلمه هيكل، اختبر دريش النظريات الجنينية الآلية لتلميذ آخر من تلامذة هيكل، وهو فيلهلم رو. درس دريش أجنة قنفذ البحر، ووجد أنه عندما فصل خليتي الجنين بعد الانقسام الخلوي الأول، تطورت كل منهما إلى قنفذ البحر الكامل. كان هذا مخالفًا لتوقعاته بأن تتطور كل خلية إلى النصف المقابل لها من الحيوان، وهو توقع يعتمد على عمل فيلهلم رو السابق مع أجنة الضفادع. حدث هذا أيضًا في مرحلة الخلايا الأربع: تشكلت يرقات كاملة من كل خلية من الخلايا الأربع، وإن كانت أصغر من المعتاد. بحلول عام 1885، أظهرت تجارب دريش على جنين قنفذ البحر أنه كان من الممكن حتى خلط القسيمات الأرومية للجنين المبكر دون التأثير على اليرقة الناتجة.
تشير هذه النتائج إلى أن أي خلية مفردة في الجنين المبكر كانت قادرة على تكوين أي جزء من اليرقة النامية. بدا أن هذا دحض مهم لكل من أفكار التشكيل المبكر ونظرية الفسيفساء اللاحقة لفيلهلم رو، وكان من المقرر أن يخضع لكثير من النقاشات في السنوات التالية. تسبب الاستنتاج في خلاف بين دريش ورو وهيكل. أدت النتائج التي توصل إليها دريش إلى اعتماد مصطلحي «القدرة الكاملة» و «الخلية متعددة القدرات»، في إشارة على التوالي إلى الخلية التي يمكنها توليد كل خلية في كائن حي والخلية التي يمكنها توليد جميع الخلايا تقريبًا.
أكد سفين إتش هورستاديوس نتائج دريش بمزيد من الدقة، إلى جانب التجارب الممتدة، حيث وضح أن استنتاجات التكافؤ بين الخلايا الجنينية لقنفذ البحر كانت مبالغة في التبسيط.

## فلسفة الاستنجاز
يعتقد دريش أن نتائجه فضحت النظريات الميكانيكية المعاصرة لتطور الجنين، واقترح بدلًا منها أن استقلالية الحياة التي استخلصها من هذه الاستمرارية في التطور الجنيني على الرغم من التدخلات كانت بسبب ما أسماه الاستنجاز، وهو مصطلح استعاره من فلسفة أرسطو للدلالة على قوة الحياة التي تصور أنها قوة دفع فطرية أو «شبيهة بالعقل»، أي قوة غير مكانية ومكثفة ونوعية وليست مكانية وواسعة وكمية.
حصل دريش على رئاسة قسم اللاهوت الطبيعي في جامعة أبردين، حيث ألقى محاضرات غيفورد في عامي 1906 و1908 حول علم فلسفة الكائن الحي - أول عرض شامل لأفكاره. عزم منذ عام 1909 على ممارسة مهنة في الفلسفة الأكاديمية، قام بتدريس الفلسفة الطبيعية في كلية العلوم الطبيعية في هايدلبرغ. نشر في العقد التالي نظام فلسفي كامل في ثلاث مجلدات، بما في ذلك نظرية الانتظام الأساسية (1912) التي اقترح فيها «مذهب الانتظام» المكونة من ثلاثة أجزاء.
في عام 1919 كان أستاذًا عاديًا للفلسفة المنهجية في كولونيا وفي عام 1921 أستاذا للفلسفة في لايبزيغ، على الرغم من أنه كان أستاذا زائرا في نانجينغ وبكين خلال 1922-1923، وفي عام 1923 حصل على درجة الدكتوراه الفخرية من الجامعة الوطنية الجنوبية الشرقية (أعيدت تسميتها لاحقا بالجامعة الوطنية المركزية وجامعة نانجينغ) حيث درّس فيها لمدة فصل دراسي. درّس في جامعة ويسكونسن (1926-1927) وفي بوينس آيرس (1928). في عام 1933 أقيل من منصبه في لايبزيغ، وأحيل مبكرًا إلى المعاش التقاعدي من قبل الإدارة النازية، وهو أول أكاديمي غير يهودي يتم طرده على هذا النحو، بسبب سلميته وعدائه الصريح للنازية. أصبح مهتمًا بما ورائيات علم النفس ونشر عن ظواهر مثل التخاطر الذهني وحدة الإدراك والتحريك العقلي.
انتقد المجتمع العلمي مفهومه عن الاستنجاز. كتب عالم الأحياء جي دبليو جينكينسون أن دريش كان يبتكر كيانات جديدة «خارج الضرورة، وسيخدم تقدم العلم بشكل أفضل من خلال فلسفة أبسط». علق عالم الحيوان هربرت سبنسر جينينغز بأن مفهوم الاستنجاز «لا يساعد في فهمنا للأمور على الأقل».
انتقدت المؤرخة روث براندون كتاباته الحيوية لكونها تستند إلى وجهة نظر دينية وليست علمية موضوعية.